# Шанхайський виставковий центр міського планування
Шанха́йський виставко́вий центр місько́го планува́ння (англ. Shanghai Urban Planning Exhibition Center; кит.: 上海城市规划展示馆) — виставковий центр і музей на Народній площі в Шанхаї, Китай. Він присвячений історії Шанхай,  архітектурі й міському плануванню. Центр також представив виставки в Expo 2010.

## Опис
Виставковий центр було побудовано в рамках реновації на краю Народного парку та Народної площі в 1990-х і 2000-х. Парк і площа розташовані на терені колишнього іподрому Шанхая, а сьогодні є одним з найбільших відкритих просторів у центральному Шанхаї.
Будівля була спроектована архітектором Лінгом Бенлі зі Східнокитайського інституту архітектурного проектування та досліджень (ECADI), як гармонійний баланс Великого театру, ще однієї сучасної будівлі в іншому кінці Народної площі. Виставковий центр висотою 43 м, має білу алюмінієву панель та символічну мембранну конструкцію даху.

## Експонати

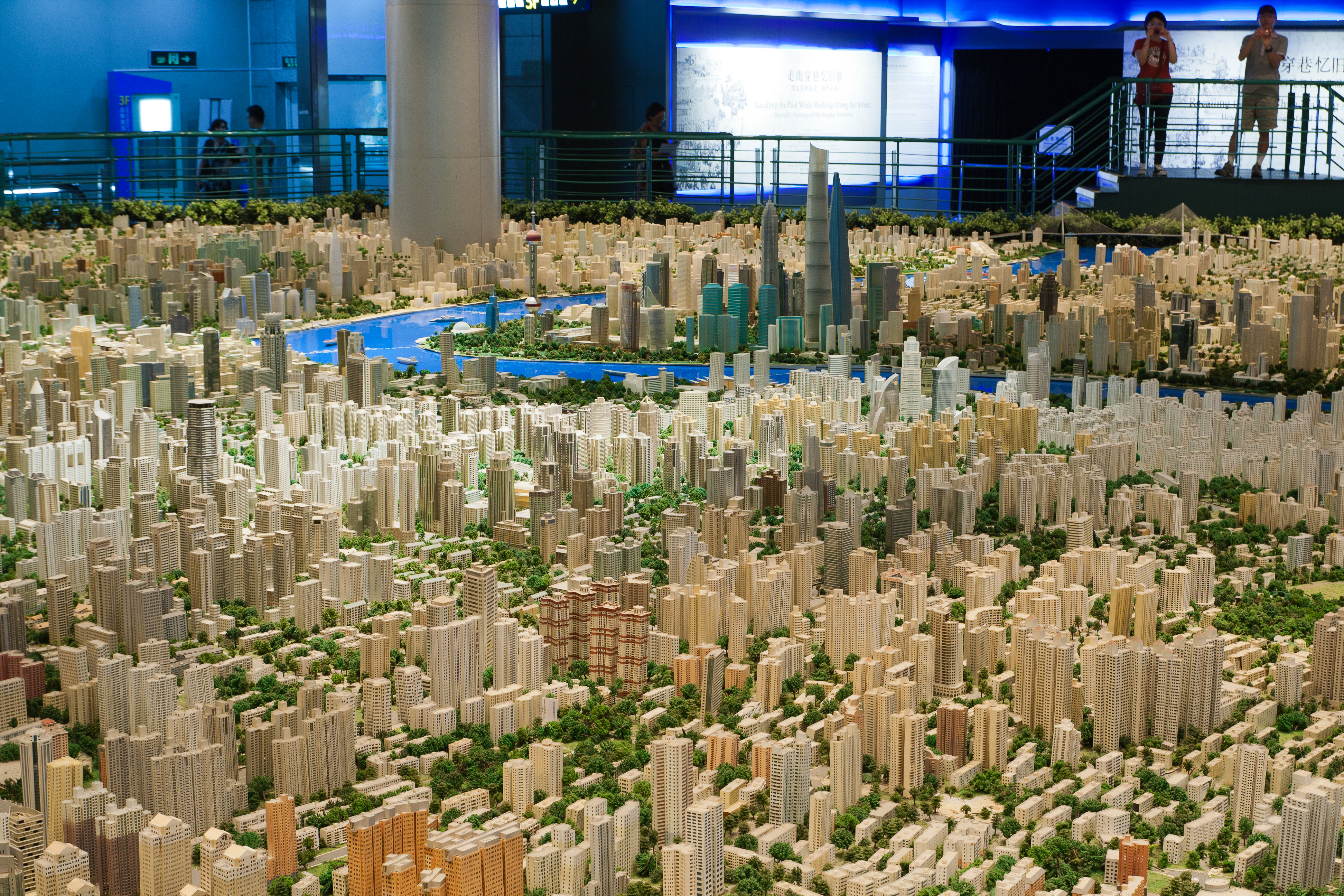
Частини масштабної моделі Шанхаю

Основною частиною виставки є величезнbq макет міста Шанхай, що демонструє всі існуючі та затверджені будівлі. Відвідувачі можуть переглядати модель збоку або піднятися до галереї, що обертається навколо макету, щоб побачити зверху.
Модель призначена для представлення всього міста, включаючи всі заплановані розробки. Проте кілька опорних стовпів проникають у масштабну модель. Це означає, що певні області відсутні в моделі, а деякі види моделі затемнені стовпцями.
Поруч із моделлю є невеличка театральна кімната, де розташовано екран з оглядом на 360 °. У кімнаті відтворюється відео, що створює враження, що глядач летить Шанхаєм майбутнього, переглядаючи визначні місця, включаючи деякі павільйони Shanghai Expo 2010.

## Галерея

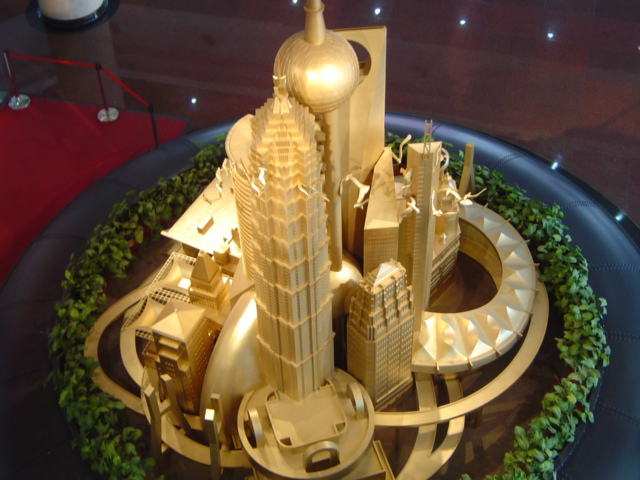
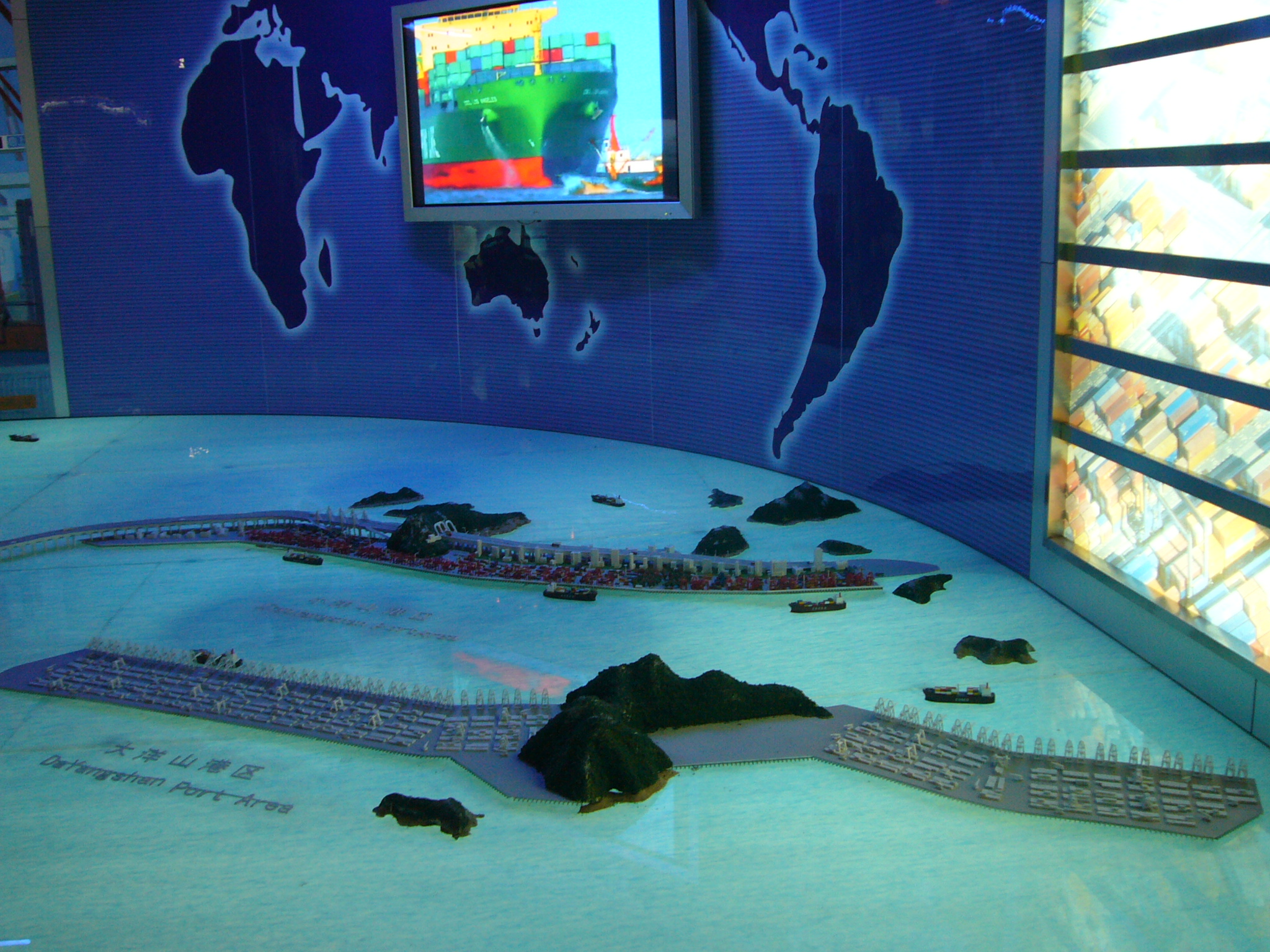
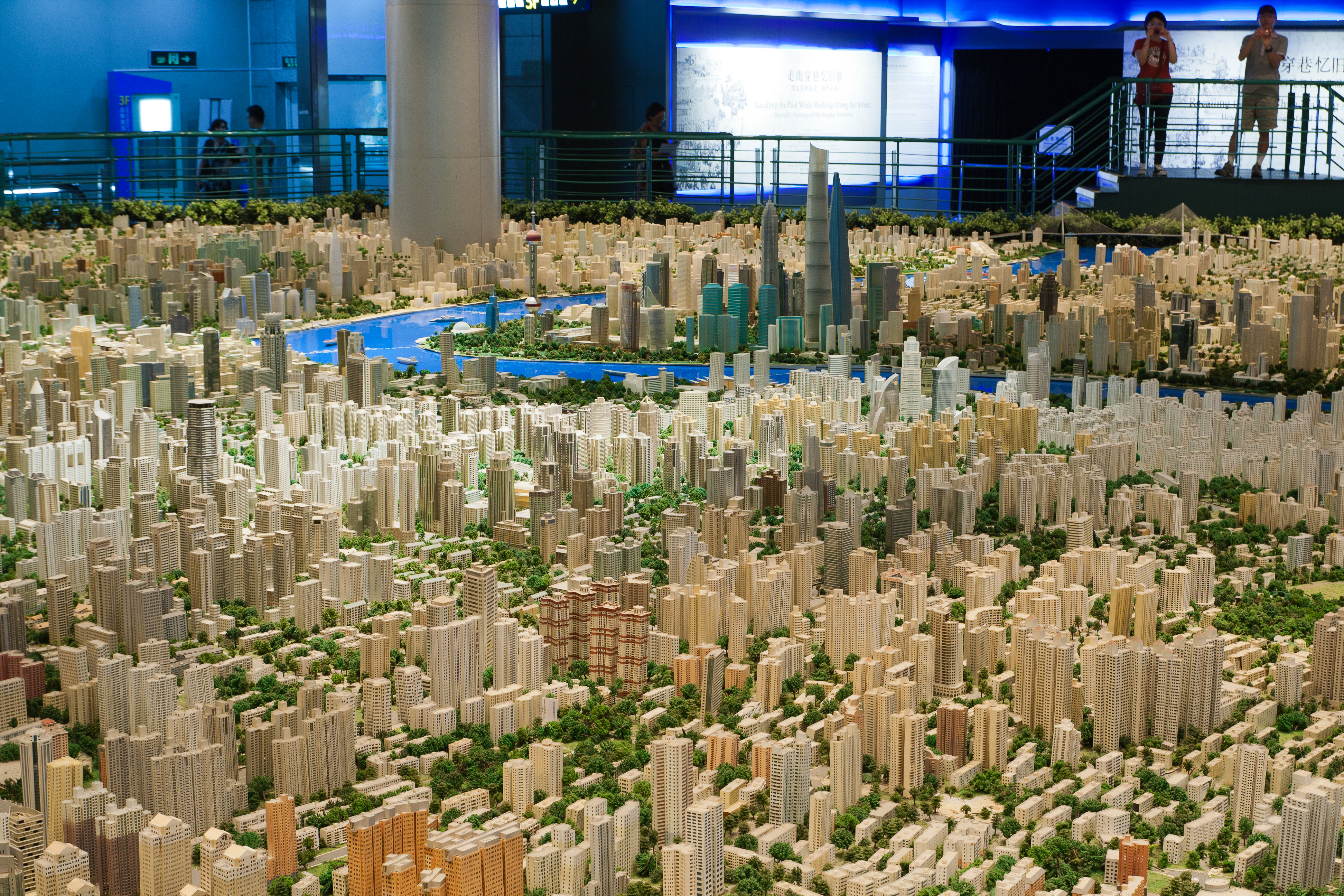
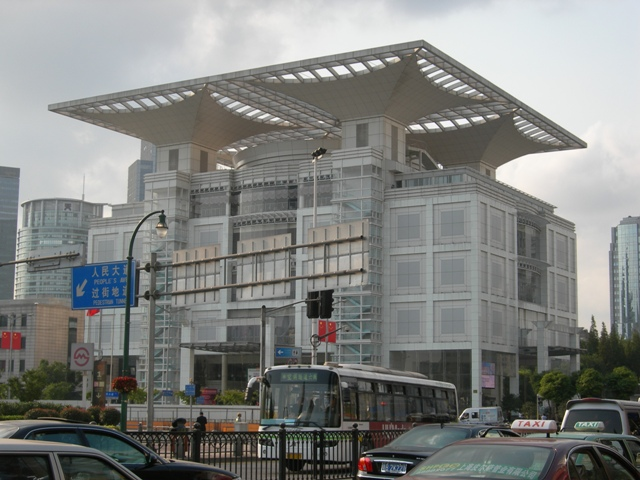